# Zona afótica

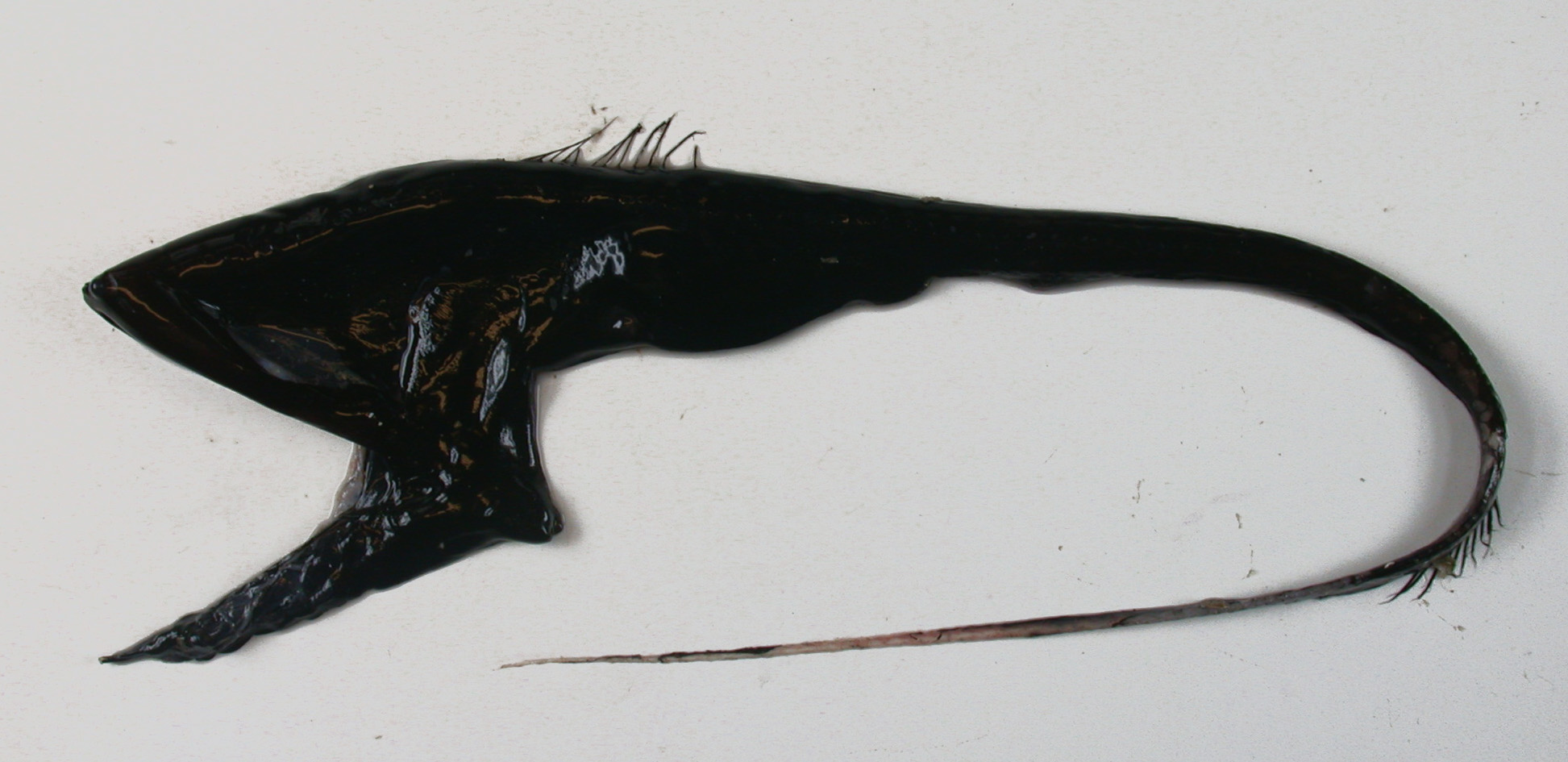
Sacofaringiformes del género Eurypharynx, especie que vive en la zona afótica.

La zona afótica (del griego: α, sin; y φοτος, luz) se define como la zona, tanto oceánica como lacustre, en la que no es posible el desarrollo de procesos fotosintéticos, ya que menos del 1% de la luz solar penetra en ellas. La única otra fuente de luz son algunas especies de peces bioluminiscentes.

## Descripción
La profundidad a la cual comienza esta zona comienza aproximadamente entre los 200 y los 1000 m, dependiendo principalmente de la turbidez de las aguas, extendiéndose hasta el fondo de la columna de agua. En aguas oceánicas la zona afótica la temperatura es de 0-6 °C, dependiendo de las características del agua y profundidades. 
En estas zonas el oxígeno escasea, no hay casi algas, la presión es muy elevada y la temperatura muy baja. La presencia de fitoplancton y zooplancton en estas zonas es casi inexistente. 
La zona afótica se divide en dos partes:
- la zona batial, entre los 200 m y los 2.000 m de profundidad.
- la zona abisal, desde los 2.000 m hasta lo más profundo. Las criaturas que viven en esta zona están adaptadas a la completa oscuridad.

- Datos: Q618477